# Korenskoïe
Korenskoïe (en russe : Ко́ренское) est un village du selsoviet de Chtchekino du raïon de Rylsk dans l'oblast de Koursk, en Russie. Sa population s'élevait à 59 habitants au recensement de 2021.

## Géographie
Le village de Korenskoïe se situe dans l'oblast de Koursk, un oblast de la partie européenne de la Russie. Le village fait partie du raïon de Rylsk, avec Rylsk comme centre administratif. Il se trouve dans le selsoviet de Chtchekino, une municipalité, avec le village de Chtchekino comme chef-lieu.

## Démographie
Recensements (*) et estimations de la population :
| 2002 * | 2010* | 2021* | - |
| ------ | ----- | ----- | - |
| 87     | 71    | 59    | - |